# 嘎什吐站
嘎什吐站是一个京通线上的铁路车站，位于内蒙古自治区奈曼旗嘎什吐村，建于1980年，目前为五等站，邮政编码为028300。目前客运：办理旅客乘降；不办理行李、包裹托运；不办理货运营业。